# Germà Gordó i Aubarell
Germà Gordó i Aubarell (la Pobla de Segur, 1963) és un advocat i polític català, diputat al Parlament de Catalunya i exconseller de Justícia de la Generalitat de Catalunya (2012-2016). És casat i amb tres fills.

## Biografia
És llicenciat en dret per la Universitat de Barcelona. A més, és diplomat en Estudis Europeus per la Universitat de Ciències Socials de Grenoble, en Funció Gerencial en les Administracions Públiques per ESADE, en Control de Gestió per ESADE, en Funció Directiva a les Organitzacions Públiques i Privada d'ESADE i en Lideratge d'Organitzacions per l'IESE.
Amb una dilatada trajectòria, tant en l'àmbit privat com el públic, ha estat responsable de relacions institucionals del Departament d'Ensenyament de la Generalitat de Catalunya entre els 1988 i 1993, així com coordinador de la Secretaria General d'aquest mateix departament entre els anys 1993 i 1996. D'altra banda, Gordó és President del partit polític Convergents i també director de l'Associació Barcelona 2020.
Des del 1996 fins al 2000 es va fer càrrec de la Secretaria General de l'Associació Catalana de Municipis i Comarques, fins que l'any 1999 va ser nomenat secretari general del Departament d'Agricultura, Ramaderia i Pesca de la Generalitat, responsabilitat que va exercir fins al 2003.
El mes de desembre de 2010 va ser nomenat secretari del Govern de la Generalitat de Catalunya, càrrec que ocupà fins al desembre del 2012, moment en què fou nomenat conseller de Justícia de la Generalitat de Catalunya.
Entre el gener de 2016 i el juny de 2017 fou el President de la Comissió de Justícia del Parlament de Catalunya.
El 2014 va concedir el tercer grau al narcotraficant José Mestre Fernández, ex-director general de l'empresa Terminal Catalunya (TerCat). L'empresari va ser detingut el 2010 i condemnat pel Tribunal Suprem a nou anys de presó després que el CNP descobrís la seva participació en una xarxa que pretenia introduir 187 quilos de cocaïna amagats en un contenidor de ferralla.
El març de 2017 la Fiscalia Anticorrupció va vincular el seu nom com a presumpte enllaç polític dins la trama del 3%, durant la seva etapa com a secretari del govern. Se li atribueixen delictes de suborn, tràfic d'influències, prevaricació, finançament il·lícit, blanqueig de capitals i malversació de fons públics. El 2 de juny de 2017 el TSJC va imputar Germà Gordó per la seva presumpta participació en la trama del 3%. Arran la seva imputació es va desencadenar al si del Partit Demòcrata una lluita interna entre la vella guàrdia de CDC, que defensava la seva permanència com a diputat, i el sector renovador del partit, que demanava que deixés l'escó al Parlament de Catalunya.